# Max Reger
Johann Baptist Joseph Maximilian Reger (19. března 1873 – 11. května 1916) byl německý hudební skladatel, varhaník, klavírista, dirigent a pedagog.

## Život
Narodil se roku 1873 v městečku Brand v Horní Falci a vyrůstal v blízkosti města Weiden. Již velmi brzo byl veden k hudbě. Jeho matka byla klavíristka a otec amatérský hobojista. Počátky svého hudebního vzdělání získal u varhaníka Adalberta Linderna, studoval v Mnichově a v roce 1890 začal studovat u jednoho z nejdůležitějších hudebních teoretiků 19. století Huga Riemanna ve Wiesbadenu. Jeho hudební řeč úzce vychází z kontrapunktické dokonalosti J. S. Bacha, kterou umně zceluje s bohatou novoromantickou harmonií. Zasáhl svou tvorbou do všech hudebních žánrů mimo opery. Jeho varhanní díla patří k základům varhanního repertoáru, neméně významné jsou jeho klavírní a orchestrální kompozice nebo například smyčcové kvartety. Ve své době byl nejpopulárnějším hraným autorem spolu s Richardem Straussem. V druhé polovině 20. století frekvence provádění jeho děl poklesla (zejména u nás), pravděpodobně díky odporu k předchozímu stylu a křesťanské tematice většiny jeho děl, nicméně zájem o něj stále stoupá. V zahraničí (např. Německo, USA) jsou na koncertních pódiích Regerovy skladby od jeho smrti prováděny kontinuálně.

## Dílo
Proslulost získal především díky svým skladbám pro varhany. Již v době, kdy pobýval ve Wiesbadenu, si vytvořil – ačkoliv sám sebe nazývá „katolíkem až do špiček prstů“ – výjimečný vztah k protestantskému chorálu, který je spojen s jeho velikým vzorem J. S. Bachem. Objevil znovu pozapomenuté hudební druhy – starou barokní chorální předehru, fantazie a fugy, stejně tak passacaglie, a pracoval na jejich dalším vývoji.
Přestože formální zdroje jeho díla se nacházejí v baroku, zvukově je možné jej zařadit spíše k tradici Brahmse a Liszta. Pravděpodobně byl také obohacen Richardem Wagnerem, jehož Parsifal jej kdysi oslovil, aby se stal hudebníkem. Ve svých 16 letech měl prý říct, že mezi harmonií a kontrapunktem neexistuje „žádný podstatný rozdíl“.
Ačkoli byl během svého života oslavován jako málokterý jiný hudební skladatel, byl Reger nacionalisticko-tradicionalistickou hudební scénou – jím nazývanou filistři – kritizován, a to kvůli svým varhanním skladbám. „Moje varhanní díla jsou těžká“, píše roku 1900 svému příteli, varhaníkovi Gustavu Beckmannovi, „patří svou technikou suverénním temperamentním hráčům...“